# Barchín del Hoyo (kommunhuvudort)
Barchín del Hoyo är en kommunhuvudort i Spanien.   Den ligger i provinsen Provincia de Cuenca och regionen Kastilien-La Mancha, i den centrala delen av landet, 160 km sydost om huvudstaden Madrid. Barchín del Hoyo ligger 962 meter över havet och antalet invånare är 115.
Terrängen runt Barchín del Hoyo är huvudsakligen platt, men åt nordväst är den kuperad. Runt Barchín del Hoyo är det mycket glesbefolkat, med 3 invånare per kvadratkilometer. Närmaste större samhälle är Motilla del Palancar, 19,2 km sydost om Barchín del Hoyo. Omgivningarna runt Barchín del Hoyo är i huvudsak ett öppet busklandskap.